# Aerobryopsis pulchricoma
Aerobryopsis pulchricoma är en bladmossart som beskrevs av Fleischer 1922. Aerobryopsis pulchricoma ingår i släktet Aerobryopsis och familjen Meteoriaceae. Inga underarter finns listade i Catalogue of Life.